# Stadio Apostolos Nikolaidis
Lo stadio Apostolos Nikolaïdīs (in greco: Στάδιο Απόστολος Νικολαΐδης), noto come Leōforos Alexandras, è uno stadio ad uso polivalente situato ad Atene, della capienza di 16 003 spettatori, in cui disputa le partite casalinghe il Panathīnaïkos. 
Intitolato ad Apostolos Nikolaïdīs, ex presidente della società polisportiva ateniese del Panathīnaïkos, si trova nel distretto Ampelokipi di Atene in viale Leōforos Alexandras, da cui lo stadio prende la denominazione con cui è più comunemente noto (stadio Leōforos Alexandras, appunto). 
All'interno dello stadio, costruiti sotto le tribune, sono presenti un piccolo campo di pallacanestro e pallavolo, una piscina, un ring da pugilato e degli uffici. Abbandonato nel 2008 in vista della costruzione di un impianto più capiente, è stato ripreso urgentemente in considerazione data la crisi economica della Grecia. La conseguente ristrutturazione di una struttura fatiscente ha imposto, per contenere i costi, la riduzione della capienza. La riapertura è avvenuta nel 2013.